# لاثوستيرول
لاثوستيرول (بالإنجليزية: Lathosterol)‏هو جزيء يشبه في تركيبه الكوليسترول يوجد بكميات صغيرة في جسم البشر. يتم التخلص منه بواسطة أنزيم Sterol-C5-desaturase، أي خلل في الجين الذي يشفر هذا الأنزيم ينتج عنه تراكم اللاثوستيرول أو ما يسمى داء اللاثوستيرول.